# Les Ferdinand
Leslie "Les" Ferdinand (8 de diciembre de 1966) es un jugador de fútbol inglés retirado, primo de los conocidos Rio Ferdinand y Anton Ferdinand. Es conocido por haber jugado de delantero en el Newcastle United y Queens Park Rangers. Lo apodaban Sir Les.

## Carrera
Ferdinand debutó en la temporada 1986-87 en el equipo de Queens Park Rangers (Q.P.R) y fue cedido en la temporada 87-88 al Brentford y en la temporada 88-89 al Beşiktaş turco donde marcó 14 goles en 24 partidos, la temporada 91-92 sería su primera temporada completa en el club en la que sorprendió al meter 24 goles en 42 partidos, en ese año debutó en la selección de fútbol de Inglaterra, en un partido contra San Marino en el que su equipo ganó 6 a 0. Era un goleador excelente, con 90 goles en 183 partidos. Fue vendido al Newcastle en 1995 por 6 millones de libras esterlinas. En la temporada 95/96 metió 50 goles en solamente 84 partidos, por lo que jamás será olvidado y quedará en las memorias de todos los hinchas del equipo inglés.

## Momento final de su carrera
En 1997 lo compró el Tottenham Hotspur por 6 millones de libras esterlinas, metió varios goles, pero no tanto como antes por culpa de las lesiones.
En el 2003 se fue al West Ham United, pero poco tiempo después quedaría libre hasta que en 2004 lo compró el Leicester, con 37 años, logró meter 14 goles (bastante para su edad). En 2005 pasó a jugar al Bolton y, ya con 40 años de edad, decidió jugar su última temporada en el Watford, aunque no jugó ningún partido, para luego retirarse. En toda su carrera profesional jugó un total de 443 partidos marcando 184 goles.

## Carrera internacional
Con la selección de Inglaterra jugó 17 veces metiendo 5 goles. Jugó la Eurocopa de 1996, aunque no llegó a debutar, y  el Mundial de Francia de 1998, pero por una lesión grave no pudo terminar de jugar la copa.